# Pseudokirchneriella
Pseudokirchneriella, rod zelenih algi iz porodice Selenastraceae, sinonim je za Raphidocelis, ali su u njemu još dvije taksonomski priznate vrste
Tipična vrsta P. subcapitata (Korshikov) F.Hindák 1990, sinonim je za Raphidocelis subcapitata (Korshikov) Nygaard, Komárek, J.Kristiansen & O.M.Skulberg

## Vrste
1. Pseudokirchneriella elongata (G.M.Smith) Hindák
2. Pseudokirchneriella extensa (Korshikov) F.Hindák